# Upsspitze
Upsspitze är ett berg i Österrike.   Det ligger i distriktet Reutte och förbundslandet Tyrolen, i den västra delen av landet, 400 km väster om huvudstaden Wien. Toppen på Upsspitze är 2 332 meter över havet.
Terrängen runt Upsspitze är huvudsakligen bergig, men åt nordost är den kuperad. Närmaste större samhälle är Reutte, 12,6 km väster om Upsspitze. 
I omgivningarna runt Upsspitze växer i huvudsak barrskog. Runt Upsspitze är det ganska glesbefolkat, med 34 invånare per kvadratkilometer.